# Thalictrum globiflorum
Thalictrum globiflorum là một loài thực vật có hoa trong họ Mao lương. Loài này được Ledeb. miêu tả khoa học đầu tiên.